# 民安街道 (厦门市)
民安街道是中华人民共和国福建省厦门市翔安区下辖的一个街道办事处。民安街道之地於宋時屬綏德鄉民安里，清時屬馬巷廳。2021年4月25日，马巷街道與新店街道一同進行分拆，民安街道正式成立。民安街道與其所隸屬的翔安區均得名自民安里。

## 歷史
民安街道之地於宋時為民安里，與翔風里、同禾里同屬綏德鄉。清高宗於乾隆四十一年六月二十九日（1776年8月12日）硃批准許自同安縣析置馬巷廳，為福建省泉州府所隸的散廳，其中原同安縣八都、九都、十都、十一都共4都、16保屬民安里。
中華民國建立後實行廢府、州、廳改縣，馬巷廳因而被撤銷，並併回同安縣:25，而同安縣則派遣馬巷縣佐駐馬巷管理原馬巷廳之地（含民安街道之地）:239。民國27年（1938年）屬第二區，稱民安聯保，民國29年（1940年）為民石鄉，民國33年（1944年）8月為民安鄉，直至政權轉移:98。
1949年10月屬第五區，1951年屬第六區，1952年10月屬第九區，1955年10月屬馬巷區:98。1959年2月改屬馬巷人民公社。1984年9月，政社分開，各地建立鄉、鎮人民政府，馬巷人民公社改為後濱鄉。1987年，後濱鄉被撤銷，並併入馬巷鎮:95。2003年4月，同安區析大嶝、馬巷、新圩、新店、內厝5鎮置翔安區，其名由翔風里與民安里各取一字而得。2021年4月25日，马巷街道與新店街道一同析置为新店、凤翔、金海、香山、马巷、民安六个街道辦事處，其中民安街道得名自民安里。

## 行政区划
民安街道辖以下12个社区：山亭社区、亭洋社区、后莲社区、内垵社区、垵边社区、前庵社区、内官社区、何厝社区、洪溪社区、同美社区、西炉社区、赵厝社区。